# Brits korfbalteam
Het Britse korfbalteam was een team van korfballers dat Groot-Brittannië vertegenwoordigde in internationale wedstrijden. 
In de beginperiode van internationaal korfbal (1978) leverde het Verenigd Koninkrijk één nationaal team aan. Na 2006 besloot het land om nationale teams te maken voor Wales, Schotland en Engeland. 
Vanaf het WK in 2007 deden voor het eerst deze landenteams mee aan internationale toernooien.

## Resultaten op de wereldkampioenschappen
| Wereldkampioenschap korfbal |               |           |            |
| Jaar                        | Kampioenschap | Gastheer  | Klassering |
| 1978                        | 1e WK         | Nederland | 4e         |
| 1984                        | 2e WK         | België    | 4e         |
| 1987                        | 3e WK         | Nederland | Brons      |
| 1991                        | 4e WK         | België    | 5e         |
| 1995                        | 5e WK         | India     | 8e         |
| 1999                        | 6e WK         | Australië | Brons      |
| 2003                        | 7e WK         | Nederland | 5e         |

## Resultaten op de Wereldspelen
| Wereldspelen |                  |                       |               |
| Jaar         | Kampioenschap    | Gastland              | Klassering    |
| 1985         | 1e Wereldspelen  | Londen (Engeland)     | 4e            |
| 1989         | 2e Wereldspelen  | Karlsruhe (Duitsland) | 5e            |
| 1993         | 3e Wereldspelen  | Den Haag (Nederland)  | 6e            |
| 1997         | 4e Wereldspelen  | Lahti (Finland)       | Geen deelname |
| 2001         | 5e Wereldspelen  | Akita (Japan)         | 5e            |
| 2005         | 6e Wereldspelen  | Duisburg (Duitsland)  | 6e            |
| 2009         | 8e Wereldspelen  | Kaohsiung (Taiwan)    | 7e            |
| 2013         | 9e Wereldspelen  | Cali (Colombia)       | 5e            |
| 2017         | 10e Wereldspelen | Wroclaw (Polen)       | 7e            |
| 2022         | 11e Wereldspelen | Birmingham (USA)      | Geen deelname |
| 2025         | 12e Wereldspelen | Chengdu (China)       | Geen deelname |

## Resultaten op de Europese kampioenschappen
| Europees kampioenschap korfbal |               |           |            |
| Jaar                           | Kampioenschap | Gastland  | Klassering |
| 1998                           | 1e EK         | Portugal  | 5e         |
| 2002                           | 2e EK         | Catalonië | 5e         |
| 2006                           | 3e EK         | Hongarije | 5e         |